# Алекси Иванов
Алекси Иванов Василев, с рождено име Алексе Йон Бъдъръу (на румънски: Alexe Ion Bǎdǎrǎu), е български политик от румъно-български произход от БЗНС (казионен) в периода до 1989 г. Той е министър на земеделието и горите от март 1986 до декември 1988 г., заместник-председател на Министерския съвет през 1986 – 1987 г. и секретар на постоянното присъствие на БЗНС през 1976 – 1989 г. Народен представител в XXIX (1958 – 1961), 31-вото (1966 – 1971), XXXII (1971 – 1976), 33-тото (1976 – 1981), 34-тото (1981 – 1986) и XXXV (1986 – 1990) Народно събрание.
След падането на комунизма през 1989 г. е свален от всички заемани длъжности, през 1993 г. е подведен под съдебна отговорност и е привлечен като обвиняем за престъпления, извършени по време на заеманите от него държавни длъжности. Един от основните виновници за медийното мълчание в НРБ веднага след Чернобилската авария, наред с Любомир Шиндеров, Григор Стоичков и Тодор Живков.

## Биография

### Ранни години
Роден е на 22 октомври 1922 г. в село Хаджилари, Тулчанско, Румъния. Баща му Йон Бъдъръу е румънец, а майка му Калина е от български произход.
През 1940 г. се преселва във върнатата на България Южна Добруджа в село Попгруево, Тервелско, променяйки името си на Алекси Иванов Василев. През 1943 – 1945 г. е на редовна военна служба в Общовойсковия камионен полк в София. С полкът в който служи, взема участие в Деветоспетемврийския преврат през 1944 г., след което е на служба в Министерство на войната. През февруари – май 1945 г. има участие в Отечествена война на България против нацистка Германия в състава на Първа българска армия, като не е известно какво точно е правил по време на войната.

### Образование
Завършва висше икономическо образование във ВИНС, Варна през 1967 г, и Академията за обществени науки при ЦК на КПСС в Москва – 1971 г. със специалност политика и икономика.

### Държавна и политическа кариера
Член е на ЗМС от ноември 1945 г., на БЗНС от 1947 г. Започва политическия си път като председател на ДСНМ и кмет на село Попгруево, както и секретар на общинския народен съвет в с. Тервел 1950 – 1952. През 1952 – 1959 е заместник-председател на Околийския народен съвет гр. Тервел и председател на Околийското ръководство на БЗНС в Тервел. От 1959 до 1967 г. е заместник-председател на Окръжния народен съвет гр. Толбухин (Добрич), а от 1963 до 1967 г. е председател на Окръжното ръководство на БЗНС в Толбухин.
От 1967 г. е на работа в София в Постоянното присъствие на БЗНС като завеждащ отдел „Селскостопански“, който пост заема до 1969 г. През 1969 г. става заместник-министър на земеделието и хранителната промишленост. През 1971 г. е избран за член на ПП на БЗНС и завеждащ отдел „Организационен“ до 1 декември 1976 г., когато е назначен като секретар на Постоянното присъствие на БЗНС. На този пост е ръководител и отговорник от името на БЗНС за т. нар. Възродителен процес през 1984 – 1989 г. и заедно с Георги Атанасов внасят предложение за използване на армията в потушаването на безредиците сред турското население. Алекси Иванов е заместник-председател на Министерския съвет и председател на Съвета по селско и горско стопанство при МС от 25 декември 1986 до 19 август 1987 г. в правителството на Георги Атанасов и министър на земеделието и горите от 24 март 1986 г. до 19 декември 1988 г. в двете правителства на Георги Атанасов. Награден е с ордените „Георги Димитров“ и „13 века България“.

## След 1989 г. – престъпления и обвинения
След промените през 1989 г. е привлечен за обвиняем и подведен под съдебна отговорност:
- През 1991 г. по делото срещу Постоянното присъствие на БЗНС-Казионен за съучастие с БКП във Възродителния процес.

- През 1991 г. за предоставяни безвъзмездни помощи и въоръжение от държавния бюджет на чуждестранни братски партии, поддържали връзки с БЗНС до 1989 г., в качеството му на секретар на Постоянното присъствие на БЗНС до 1989 г.

- През 1993 г. по Дело номер 3 за предоставяни, в качеството му на заместник-председател на Министерският съвет на НРБ и министър на земеделието и горите на НРБ на безвъзмездни помощи, оръжие и военна техника на държави от Третия свят.

- През 1993 г. за отговорността му за финансирането на БЗНС със средства от държавния бюджет, известни като Просвещение „Б“, които са били теглени с разпореждане на Алекси Иванов, които Главна прокуратура счита за незаконно усвоени от БЗНС.

## Смърт
Алекси Иванов умира на 9 юни 1997 г. в София.